# Vazul
Vazul (morda iz bizantinskega Basil), morda pravilneje kot Vászoly. Pripadnik dinastije Árpádovcev, po smrti kaljeviča Emerika, sina ogrskega kralja Štefana I. je bil kot najstarejši član dinastije Árpádovcev eden od pretendentov za ogrski prestol. * ?, † 1037.
Vazul je bil sin Štefanovega strica Mihaela in vnuk velikega kneza Taksonyja. Imel je vsaj tri sinove: najstarejši je bil Levente, mlajša pa sta bila Andrej I. in Béla I., ki sta kasneje postala ogrska vladarja. Pravzaprav se je preko Vazulovih potomcev dinastija Árpádovcev sploh ohranila. 
Vazulovo ozemlje je bilo Nitranska kneževina (današnje slovaško ozemlje) na severozahodu Ogrske, ki je kmalu po Štefanovem kronanju prešla pod poljski vpliv Po smrti Vazulovega bratranca Ladislava (še pred letom 1030) je Vazul uspel zavladati temu območju, ki pa je najkasneje leta 1030 ponovno postalo del ogrske države. Ko je kraljevič Emerik 1031 umrl v nesreči pri lovu, je kralj Štefan moral opustiti komaj uveljavljeni sistem primogeniture. Sprva je vladar neuspešno iskal novega naslednika, nazadnje pa je za naslednika je določil nečaka Petra Orseola, ki je bil sin Štefanove sestre in beneškega doža. Dedovanje oblasti po ženski liniji je bila novost, ki je veliko podanikov ni hotelo sprejeti. Po starem načelu starešinstva (szeniorátus) je vladarjev sorodnik Vazul prav tako računal na nasledstvo.
Ker pa je imel Vazul odklonilen odnos do krščanstva, se Štefanu ni zdel primeren naslednik. Vazul je proti Štefanu leta 1037 skoval zaroto in se mu uprl, toda Štefanu je uspelo Vazula zajeti. Štefan ga je dal nato oslepiti, ušesa pa mu je dal zaliti s svincem, kar je bila tedaj običajna kazen za izdajo, obenem pa je človeka napravila nesposobnega za vladarsko službo. Vazulovi sinovi pa so pravočasno pobegnili iz kraljestva. Skupaj z bratrancem Domoslavom, sinom Vazulovega brata Ladislava, so zbežali na Češko, od tam pa so se trije bratje zatekli na Poljsko, kjer jih je sprejel kralj Mieszko II.